# Kamienica Pod Murzynkiem w Pszczynie

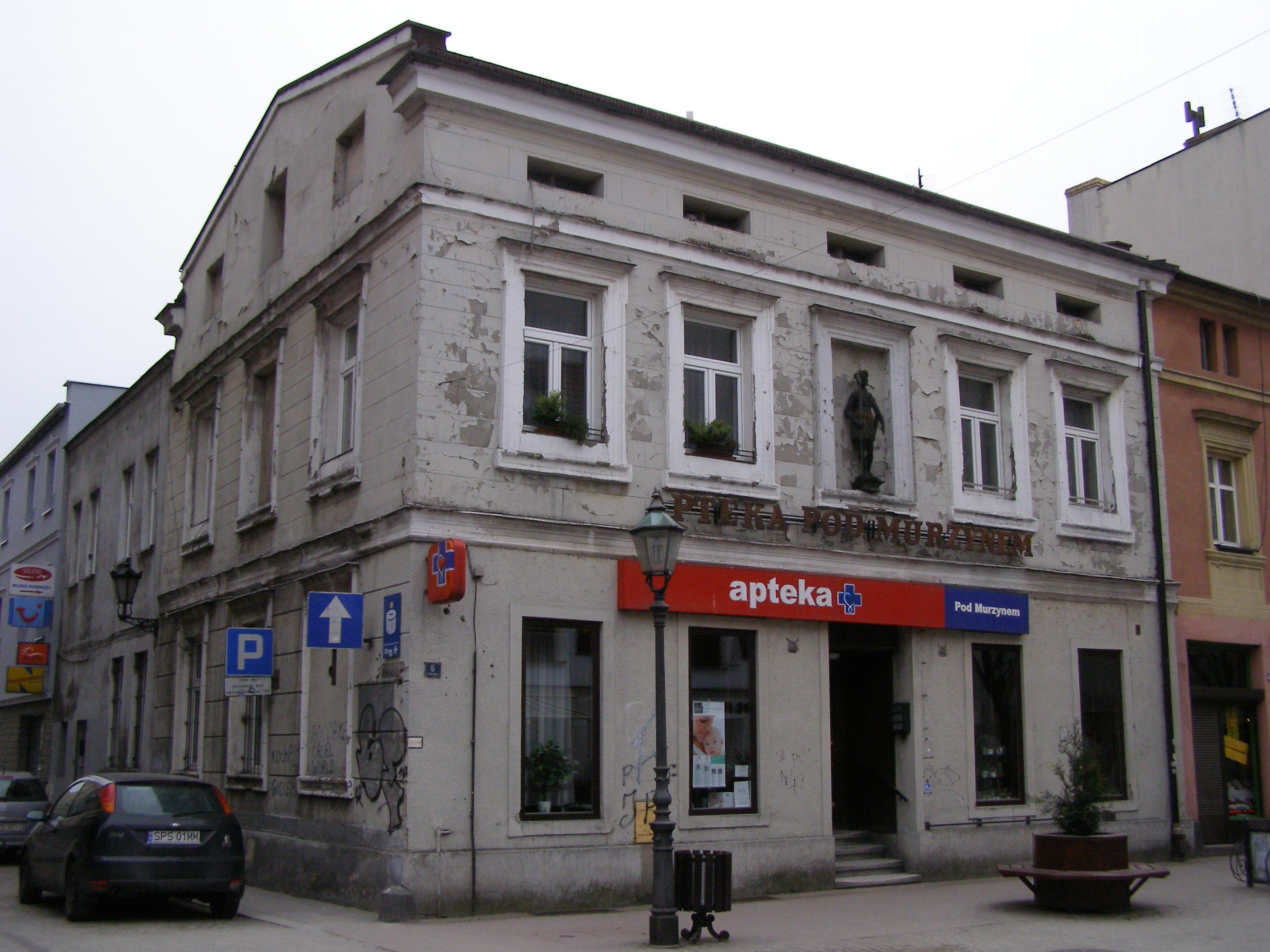
Kamienica Pod Murzynkiem w Pszczynie

Kamienica Pod Murzynkiem (albo kamienica „Pod Murzynem”) – kamienica przy ul. Piastowskiej 6 w Pszczynie.
Prawdopodobnie zbudowana na początku XIX w. Piętrowa, o pięcioosiowej elewacji. Kondygnacje rozdzielone profilowanymi gzymsami. Okna objęte opaskami. W prostokątnej wnęce w murze na piętrze rzeźba figuralna, przedstawiająca Murzynka, skąd poszła nazwa kamienicy i mieszczącej się w niej apteki.